# Forn de calç del pla de les Vinyes
El Forn de calç del pla de les Vinyes és una obra de Bellver de Cerdanya (Baixa Cerdanya) inclosa a l'Inventari del Patrimoni Arquitectònic de Catalunya.

## Descripció
Forn de calç situat a la zona coneguda com a Pla de les Vinyes.
Estructura circular amb murs de pedra i morter. En resten en peu algunes parts, en prou bon estat de conservació, i tot i que la vegetació està cobrint progressivament l'espai. El sostre dels forns de calç se solia desmuntar per treure'n la calç, una vegada cuites les pedres.